# Den lille pukkelryggede hest
Den lille pukkelryggede hest (russisk: Конёк-горбунок, translit.: Konjok-Gorbunok) er et eventyr på vers af den russiske digter Pjotr Pavlovitj Jersjov (1815-1869). Eventyret blev trykt i Rusland første gang i 1834.
Eventyret handler om en lille hest, der hjælper bondemandens søn, Ivan, med at udføre zarens mange urimelige krav. Under sine eventyr fanger Ivan den smukke magiske ildfugl til zaren, beholder sin magiske hest og finder kærligheden hos en af zarens hofdamer/prinsessen. Prinsessen og bondesønnen lever lykkeligt til deres dages ende.
Digtet blev i midten af 1800-tallet forbudt af censuren, da det fik zaren til at virke tåbelig. Indtil 1856 blev fortællingen udgivet med prikker, der repræsenterede udeladte vers og sange i mange afsnit. Fortællingen er tænkt som en satire over absurditeterne i det russiske feudale og bureaukratiske liv på det tidspunkt.
Digtet blev meget populært i Sovjetunionen og betragtes i dag som et klassisk børneeventyr. Eventyret har givet ophav til flere afledte værker, herunder en filmatisering fra 1941 af Aleksandr Rou, en animationsfilm af Ivan Ivanov-Vano (1947/1975), en ballet af Cesare Pugni (1864), en ballet af Rodion Sjtjedrin (1955), en musikalsk komposition af E. Voegelin (2007), og en russisk film af Oleg Pogodin (2021).